# Am Rothenbaum

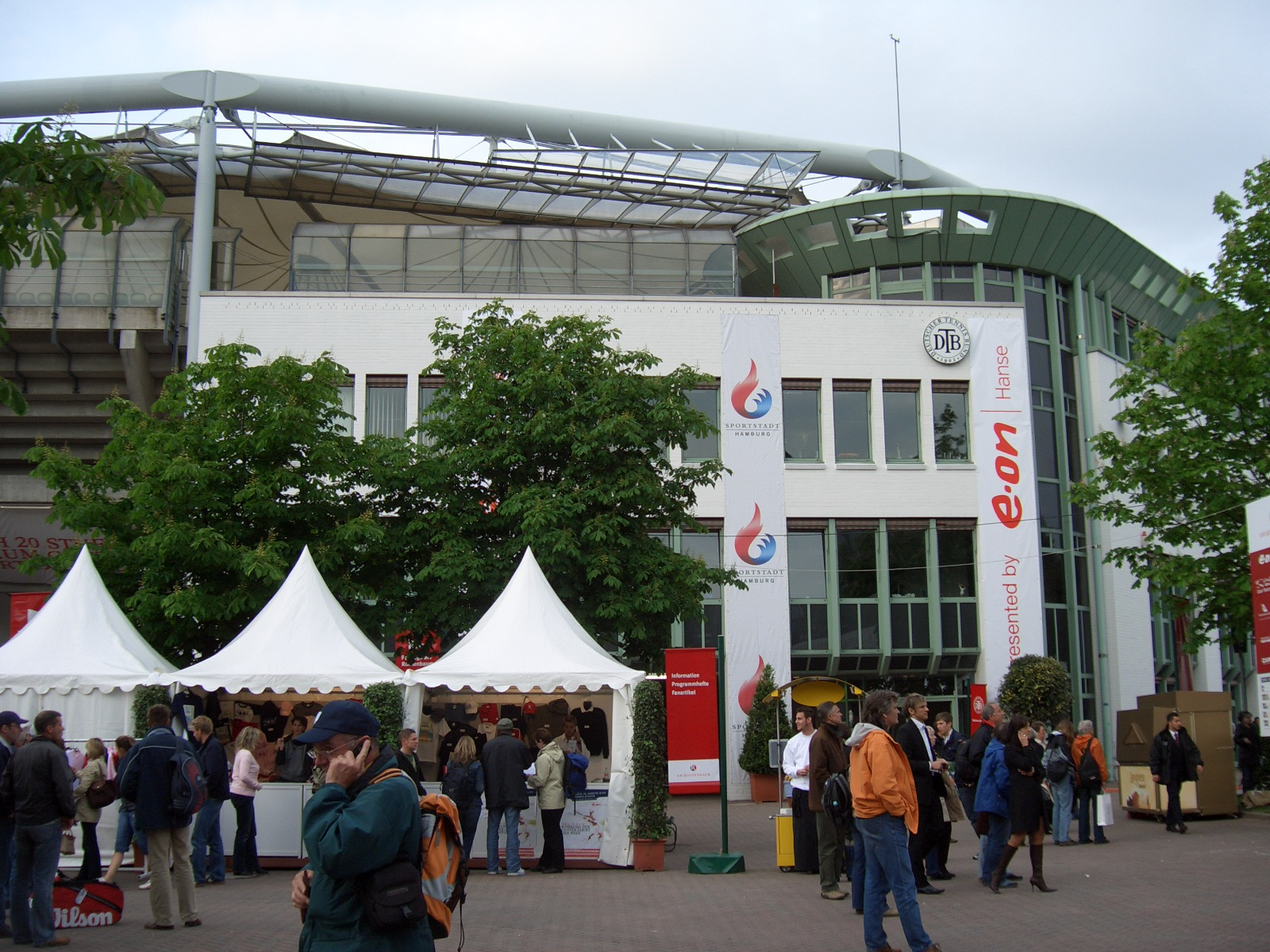
Fachada central del Am Rothenbaum.

El Am Rothenbaum o Tennisstadion am Rothenbaum es el principal escenario para los partidos de tenis del Torneo de Hamburgo jugado en el distrito de Rotherbaum en Hamburgo.
El tenis ha sido jugado en Rotherbaum desde 1927. El estadio fue construido en 1998 y alberga unos 13.300 espectadores. Este estadio se ubica en Hallerstraße 89 entre Rothenbaumchaussee y Mittelweg.
Rothenbaum también fue el nombre de una villa en Sudetenland, ubicada cerca de la frontera con Baviera, pero fue destruida cuando los alemanes fueron bombardeados por los aliados durante la Segunda Guerra Mundial.
El Am Rothenbaum es tristemente recordado por ser el lugar en el que la tenista Monica Seles fue apuñalada en 1993 por un hombre obsesionado con Steffi Graf.
Desde el 2022 también alberga los partidos del Volleyball World Beach Pro Tour de vóley playa que se disputan por el torneo de Elite16 de Hamburgo.